# Программа реновации жилья в Москве (2017)
Программа реновации жилья в Москве — программа правительства Москвы, направленная на улучшение жилищных условий жителей, снос малоэтажного жилого фонда, построенного в 1957—1968 годах.
Программа рассчитана на 15 лет, по результатам голосования москвичей в неё войдёт более 5 000 домов. По сообщению Министра Правительства Москвы, руководителя столичного Департамента городского имущества Максима Гамана, на 15 июля 2021 года, Молжаниновский район стал первым районом столицы где завершилась программа реновации, были расселены все дома, вошедшие в данную программу. В дальнейшем, принципы реновации вошли в обновлённую редакцию Градостроительного кодекса РФ.
В октябре 2024 года мэр Москвы Сергей Собянин заявил, что программа реновации жилья в Москве станет постоянной. 

## История
Массовое расселение и снос пятиэтажных домов периода раннего панельного домостроения было начато мэром Москвы Юрием Лужковым в 1990-х годах и велось в рамках «Программы комплексной реконструкции районов пятиэтажной застройки первого периода индустриального домостроения». В рамках лужковской программы до 2010 года планировалось расселить и снести 1 722 дома так называемых «сносимых серий» К-7, II-32, II-35, 1МГ-300, 1605-АМ и их модификаций. Работы велись частными девелоперами по инвестиционным контрактам с городом. Принятые в 2007 году поправки в Земельный кодекс затруднили работу подрядчиков, обязав их проходить конкурсные процедуры для получения участков, а из-за финансового кризиса 2008—2010 годов многие строители не смогли выполнить обязательства перед городом. В итоге московские власти приняли решение завершить программу силами городского бюджета. На начало 2017 года в рамках лужковской программы оставалось снести 71 дом в СВАО, ВАО, ЮЗАО, ЗАО и СЗАО.
Вопрос продолжения сноса ветшающего панельного жилого фонда был вновь поднят в феврале 2017 года на заседании совета муниципальных образований Москвы с участием Сергея Собянина. 13 февраля необходимость новой программы, включающей серии, ранее признанные «несносимыми», обсудили депутаты Московской городской думы, а 17 февраля с этим предложением к мэру обратились члены Общественной палаты города Москвы. На встрече с Собяниным 21 февраля 2017 года Владимир Путин поручил московскому градоначальнику продолжить расселение пятиэтажных домов. Собянин указал, что возможности городского бюджета позволяют городу начать новую программу, посетовал на сложности, с которыми городские власти столкнулись при реализации лужковской программы. Мэр отметил, что действовавшее гражданское и градостроительное законодательство ограничивали возможность расселения неаварийных домов и попросил президента посодействовать в изменении нормативной базы.
Несколько связанных с мэрией источников сообщали журналу Forbes, что предпосылкой быстрого начала программы реновации стало желание городской администрации избежать перераспределения доходов московского бюджета в пользу регионов с высокой долговой нагрузкой, предложенного в сентябре 2016 года главой Министерства финансов Антоном Силуановым и запланированного на 2018 год. В общении с журналистами главный научный сотрудник Института социальной политики Высшей школы экономики Наталья Зубаревич отметила реалистичность этого сценария, поскольку только за 2016 год доходы консолидированного бюджета Москвы увеличились на 188 миллиардов рублей. Собеседники издания также отмечали, что масштабная программа реновации позволит Москве привлечь инвестиции в строительную и смежные отрасли.
10 марта депутаты Государственной Думы от «Единой России» Ирина Белых, Владимир Ресин, Николай Гончар и Геннадий Онищенко внесли в нижнюю палату парламента проект закона № 120505-7 «О внесении изменений в Закон Российской Федерации „О статусе столицы Российской Федерации“ и отдельные законодательные акты Российской Федерации в части установления особенностей реновации жилищного фонда в столице Российской Федерации — городе федерального значения Москве», который в народе получил наименование «Закон о реновации». Впоследствии глава Института экономики транспорта и транспортной политики ВШЭ Михаил Блинкин назвал публикацию первой версии законопроекта «подставой»: имевший массу недоработок законопроект стал объектом критики со стороны юристов, специалистов по градостроительной и жилищной политике. Среди критиков документа оказался и Общественный консультативный совет при Мосгордуме, который в официальном отчёте отметил, что законопроект в том виде противоречил Конституции и другим законам, был потенциально экономически нецелесообразен и чреват негативными социальными последствиями.
Законопроект прошёл обсуждения в рабочей группе депутатов Государственной Думы и представителей мэрии 13 апреля и в правительственной комиссии по законопроектной деятельности 17 апреля, часть рекомендованных ими изменений была принята авторами. 20 апреля законопроект был принят в первом чтении с 397 голосами «за» и 4 «против». Доработкой документа занимался коллектив под руководством главы думского Комитета по жилищной политике и ЖКХ Галины Хованской, также в ходе парламентских слушаний в Думе была сформирована рабочая группа по доработке законопроекта, в которую вошли представители фракций и горожане, в том числе критики проекта реновации. Всего члены парламента и правительства предложили 144 поправки к документу, 90 % были приняты, около 20 — отклонены, и 9 июня законопроект прошёл второе чтение. С первого чтения по третье законопроект вдвое вырос в объёме, его текст дополнился социальными гарантиями, аналогичными закреплённым в московском законе «О дополнительных гарантиях жилищных и имущественных прав физических и юридических лиц при осуществлении реновации жилищного фонда в городе Москве», принятом 18 мая. 14 июня законопроект был принят в третьем чтении, в его поддержку высказались 399 депутатов, против — 2, один воздержался от голосования. 28 июня законопроект был рассмотрен и одобрен Советом Федерации. 1 июля закон подписал президент России Владимир Путин.
В 2017 году «реновация» стала главным словом года, журналисты связывали это с процессом переселения, который затронул миллионы москвичей.

## Реализация программы

### Сносимые дома
Первоначально мэрия рассматривала возможность включения в программу 7934 домов и переселение 1,6 миллионов человек: эта информация была указана в презентации, подготовленной ко встрече с депутатами Государственной Думы накануне внесения законопроекта. В марте-апреле по результатам консультаций с муниципальными депутатами и старшими по домам, поквартирного телефонного опроса и мониторинга протестной активности из списка были исключены дома в 40 районах старой Москвы и 15 поселениях на территориях, включённых в состав Москвы в 2011—2012 годах. Список домов, предполагаемых ко включению в программу реновации, составлялся при участии научного совета при Департаменте культурного наследия города Москвы и общественного движения «Архнадзор», которые проследили за исключением из программы исторических памятников без охранного статуса, подходящих под программу по критериям этажности ветхости и износа коммуникаций. В частности, из программы были исключены дома в 40 рабочих кварталах 1920-х — 1930-х годов постройки.
В первых числах мая мэрия опубликовала предварительный список из 4566 домов в 85 районах города: 1064 в ВАО, 673 в ЮВАО, 535 в ЗАО, 524 в СВАО, 460 в ЮЗАО, 426 в САО, 363 в ЮАО, 340 в СЗАО, 77 в ЦАО, 50 в ТиНАО и 34 в Зеленограде. Формальными критериями для включения стали 1957—1968 год постройки, использование типовых изделий стен и перекрытий, состояние и высота не более 5 этажей. Помимо зданий периода индустриального домостроения в список вошли около 100 построек других лет, включая дореволюционные, дома периода архитектурного авангарда, поздние «сталинки» и дома, построенные по индивидуальным проектам. В период 15 мая — 15 июня 2017 года мэрия провела голосование за включение домов из предварительного списка в программу реновации среди собственников и нанимателей квартир. Горожане могли отдать свой голос через приложение «Активный гражданин», центр государственных услуг «Мои документы» или на собраниях собственников, решения которых имели приоритет над иными способами волеизъявления. Личность участников голосования подтверждалась по номерам СНИЛС и финансово-лицевого счёта квартиры, право собственности или пользования — выпиской из ЕГРН или договором найма. Для включения дома в программу требовалось собрать ⅔ голосов «за», для исключения — ⅓ плюс один голос «против», голоса тех, кто отказался от участия в голосовании, пропорционально распределялись среди сторонников и противников участия в программе.
Реновацию поддержали 4087 домов из предварительного списка, против выступили 452 дома. Явка горожан составила 71 %, в 118 домах в голосовании приняли участие более 90 % жителей, в 21 доме, включая 4 дома в Ново-Переделкино и 5 домов в Новой Москве, за расселение проголосовали 100 % собственников. В 31 районе за участие в программе выступили все дома из списка, в 2 районах из программы были исключены более половины домов: 55 % в Москворечье-Сабурове и 51 % в Измайлово. В 7 домах из списка голосования не проводились, поскольку они были покинуты жителями или расселены. Из 452 исключённых из программы домов 377 оказались кирпичными, также доля жителей кирпичных домов составила 84 % от всех голосов против. Изучив результаты голосования, журналисты РБК пришли к выводу, что на выбор москвичей практически не повлияла близость домов к станциям метрополитена и политические предпочтения на мэрских выборах 2013 года. До официального вступления в силу закона о реновации жители домов, не включённых в предварительный список голосования, могут провести собрания собственников и передать заявления на участие в программе в районные управы: на момент завершения голосования это сделали почти 300 домов.
В предварительные списки не включались панельные 9-этажные дома (прописанные в итоговой версии законопроекта), однако в интервью «Комсомольской правде» 4 мая Сергей Собянин отмечал, что мэрия рассмотрит возможность их сноса с согласия жителей, если дома входят в поквартальную застройку и находятся в ветхом состоянии. В результате в программу реновации вошло около 100 девятиэтажных домов.
К концу 2017 года в программу реновации включён 5171 дом. При этом по отдельным объектам решения собраний собственников были обжалованы в суде, в связи с чем этот список не был окончательным.

### Организация

#### Правовая основа
- Закон о реновации: Закон РФ «О статусе столицы Российской Федерации» и отдельные законодательные акты Российской Федерации в части установления особенностей регулирования отдельных правоотношений в целях реновации жилищного фонда в субъекте Российской Федерации — городе федерального значения Москве (в редакции 14 июня 2017)[40].
- Закон г. Москвы от 31 мая 2006 г. № 21 «Об обеспечении жилищных прав граждан при переселении и освобождении жилых помещений (жилых домов) в городе Москве».
- Закон г. Москвы от 17 мая 2017 года № 14 «О дополнительных гарантиях жилищных и имущественных прав физических и юридических лиц при осуществлении реновации жилищного фонда в городе Москве».
- Постановление Правительства Москвы от 1 августа 2017 года № 497-ПП «О Программе реновации жилищного фонда в городе Москве».[41]
- Постановление Правительства Москвы от 2 мая 2017 года № 245-ПП «Об учёте мнения населения по проекту реновации жилищного фонда в городе Москве»[42].
- Постановление Правительства Москвы от 11 мая 2017 года № 260-ПП «О внесении изменений в постановление Правительства Москвы от 2 мая 2017 г. № 245-ПП»[43].
- Постановление Правительства Москвы от 26 сентября 2017 года № 708-ПП «Об утверждении Адресного перечня кварталов (территорий), в границах которых расположены существующие или подлежащие образованию земельные участки, предназначенные для проектирования и строительства в течение 2017-2021 годов "стартовых" многоквартирных домов, обеспечивающих "волновое переселение" граждан в целях реализации Программы реновации жилищного фонда в городе Москве»[44].
- Постановление Правительства Москвы от 8 августа 2017 года № 515-ПП «Об утверждении Базовых требований к благоустройству территории жилой застройки при реализации Программы реновации жилищного фонда в городе Москве».[45]
- Постановление Правительства Москвы от 8 августа 2017 года № 516-ПП «Об утверждении Требований к улучшенной отделке равнозначных жилых помещений, предоставляемых взамен жилых помещений в многоквартирных домах, включённых в Программу реновации жилищного фонда в городе Москве».[46]

#### Порядок переселения
Положения законопроекта гарантируют собственникам квартир в домах, включённых в программу реновации, получение «равнозначного» жилья при расселении. Это понятие было впервые определено в законе о реновации и означает квартиру, имеющую большую общую площадь, чем освобождаемая, равные или большие жилую площадь и число комнат. Также «равнозначная» квартира предоставляется с отделкой и должна соответствовать законодательно закреплённым стандартам благоустройства. Расселение в «равнозначные» квартиры будет проводиться в пределах района расположения освобождаемой квартиры, исключение сделано для Зеленограда и территории Новой Москвы, где переселение будет проводиться в границах административного округа по состоянию на 1 января 2017 года. Если в квартире не проживают несовершеннолетние, ограниченно дееспособные или недееспособные граждане, собственник вправе выбрать получение равноценного жилья или денежной компенсации. Собственник также может доплатить за получение квартиры большего размера, в том числе, воспользовавшись материнским капиталом, жилищной субсидией или социальными выплатами. Наниматели по договору социального найма получат равнозначное жильё и возможность оформить его в собственность, жители коммунальных квартир — отдельные квартиры. В закон о реновации были включены поправки в закон «О государственной регистрации недвижимости», вводящие упрощённую процедуру оформления документов на недвижимость, действующие только в Москве и только в рамках программы.
В соответствии с законом Москвы от 17 мая 2017 года № 14 «О дополнительных гарантиях жилищных и имущественных прав физических и юридических лиц при осуществлении реновации жилищного фонда в городе Москве», собственники коммерческих помещений в домах, включённых в программу реновации, смогут рассчитывать на денежную компенсацию по оценочной стоимости или равноценное помещение. Государство готово компенсировать стоимость переезда (транспортировку, услуги грузчиков) для социально незащищённых жильцов (пенсионеров, инвалидов, малоимущих).
По сведениям Московской торгово-промышленной палаты, в зоне реновации находится около 1500 коммерческих помещений в частной собственности и около 400 в муниципальной. По сведениям РБК, реновация затронет около 2500 объектов малого бизнеса.

#### Проекты домов
По заявлениям Собянина, этажность нового строительства в зоне реновации будет индивидуально определяться для каждого района и составит от 6 до 14 этажей. Ранее заместитель мэра Москвы по вопросам градостроительной политики и строительства Марат Хуснуллин сообщал о том, что в некоторых районах города возможно строительство высотой до 20 этажей. 
В 2017 году был проведён международный архитектурный конкурс по разработке проектов застройки пяти пилотных площадок с учётом базовых принципов формирования комфортной городской среды. Проекты должны были деликатно интегрироваться в сложившуюся городскую среду, иметь цельный архитектурный образ, оптимизировать использование территории, формировать качественные открытые пространства, включать проработанную стратегию озеленения, предлагать безбарьерную среду с удобным доступом к социальной и транспортной инфраструктуре и торговым помещениям на первых этажах. Конкурс был анонсирован в твиттере Сергея Собянина, персональные приглашения от него получили британское архитектурное бюро Foster and Partners и швейцарское Herzog & de Meuron. Жюри конкурса оценивало подход к использованию территории, разнообразие типологий жилья и принципиальные объёмно-планировочные решения кварталов. На конкурс поступило 120 заявок от 277 архитектурных фирм, в том числе, представителей 43 международных консорциумов. В финал вышло по 4 проекта для каждой из 5 площадок, предложенных городом.
В ноябре 2020 года стартовал конкурс «Облик Реновации» на разработку архитектурных решений домов по программе реновации. Участникам конкурса предстояло предложить индивидуальный облик для кварталов в рамках одного из 31 конкурсных лотов, в которые были объединены 89 площадок из 453, входящих в программу. На конкурс поступило 105 заявок от архитекторов из 17 стран мира. Для участия во втором этапе конкурса были отобраны 55 архитектурных бюро, в том числе «Гинзбург Архитектс», MLA+, Zaha Hadid Architects, «Цимайло Ляшенко и Партнёры», Asadov, Citizenstudio, Megabudka, Unk project, Master's Plan, Apex project bureau, «Архитектурное бюро Тимура Башкаева» и Kamen Architects.

## Хронология
26 апреля Московская городская дума рассмотрела и поддержала предложенные Сергеем Собяниным поправки в столичный бюджет на 2017 год. Эти поправки увеличили расходную часть городского бюджета на 96,5 миллиардов рублей, которые мэрия планирует потратить на подготовительные мероприятия по программе реновации: формирование земельных участков для нового строительства, подготовку участков точечной застройки для волнового переселения в кварталах реновации и на смежных с ними территориях, выполнение предпроектных и проектных работ. В мае 2017 года в интервью Дмитрию Киселёву Сергей Собянин сообщил, что начало первой волны переселения по программе запланировано в перспективе 2—3 лет.
На старте программы мэрия оценивала срок её реализации в 10—15 лет. Город планирует самостоятельно определять параметры и объёмы нового строительства, отбирать подрядчиков через конкурсные процедуры и контролировать процесс через специально созданный государственный Фонд реновации. Чтобы полностью контролировать ситуацию на начальном этапе реновации, городская администрация планирует отказаться от привлечения частных девелоперов и инвестиционных средств, обеспечив финансирование по линии городского бюджета.
В августе 2018 года по программе реновации ветхого жилья снесли первую хрущёвку. Дом находился в Северном Измайлове, по адресу: ул. Константина Федина, 5. Для сноса домов по программе применяется технология, получившая название «умный снос», благодаря которой значительная часть материалов отправляется на повторную переработку.
28 марта 2019 года на публичные слушания были вынесены первые проекты планировки реновируемых кварталов в районах Солнцево, Очаково-Матвеевское, Ивановское, Метрогородок, Северное Тушино, Митино.
В 2019 году по программе реновации новые квартиры получат 12 тыс. москвичей. В декабре 2019 года городской портал отчитался, что новые квартиры в рамках программы за два года её существования уже получили более 16 тысяч человек. Некоторая часть людей выбирала себе новые квартиры большей площади, но с доплатой.
График переселения по реновации обещали представить москвичам до 31 декабря 2019 года, но сроки публикации графика перенесли. Перенос сроков потребовал внесения изменений в постановление Правительства Москвы №497-ПП от 01 августа 2017: заменив в п. 2.5 постановления слова «31 декабря 2019» словами «30 июня 2020».
В конце декабря 2019 года Стройкомплекс Москвы распространил информацию, что этапы переселения в рамках реновации спланируют с учётом мнения жителей по результатам публичных слушаний. Итоговые версии проектов позволят подготовить предложения по графику сноса и переселения в срок не позднее 30 июня 2020 года (Постановление Правительства Москвы № 1855-ПП от 26.12.2019 «О внесении изменения в постановление Правительства Москвы от 1 августа 2017 г. № 497-ПП»).
До 30 июня 2020 года этапы переселения по реновации официально опубликованы не были. Этапы переселения опубликовали 12 августа.
Планируется три этапа:
- 1-й этап (с 2020 по 2024 годы) — 930 домов, проживают 170 тыс человек.
- 2-й этап (с 2025 по 2028 годы) — 1630 домов, проживают 330 тыс человек.
- 3-й этап (с 2029 по 2032 годы) — 1800 домов, проживают 380 тыс человек.

По сообщению Министра Правительства Москвы, руководителя столичного Департамента городского имущества Максима Гамана, на 15 июля 2021 года, Молжаниновский район стал первым районом столицы где завершилась программа реновации, были расселены все дома, вошедшие в данную программу.

## Выступления в поддержку и против реновации
С начала мая в Москве прошло около 500 народных сходов, на которых горожане требовали включения их домов в программу реновации. По сведениям «Российской газеты», стихийные акции посетили около 35 тысяч человек. Сразу несколько акций пришлись на 13 мая: около 300 человек собрались на улице Лётчика Бабушкина, 500 человек собрались на Семёновской площади, 350 — на Дмитровском шоссе возле кинотеатра «Комсомолец», около 1000 — в Кузьминках возле парка. Участники акций заявляли о плачевном состоянии своих домов, требовали включения в программу, если дом отсутствовал в предварительном списке, и скорейшего расселения. На этих митингах перед горожанами выступили депутаты Госдумы и Мосгордумы, члены Общественной палаты Москвы: Иван Тетерин, Лариса Картавцева, Александр Козлов, Пётр Толстой.
Противники реновации приняли участие в согласованном митинге противников программы «Против сноса Москвы, в защиту частной собственности» 14 мая на проспекте Сахарова. Мероприятие было организовано муниципальными депутатами Юлией Галяминой и Еленой Русаковой, журналистами Татьяной Кособоковой и Екатериной Винокуровой и заявлено как неполитическое: участники стояли с плакатами и транспарантами «Мы за реновацию власти», «Против реновации», «Сносу нет», «Не ломайте наш дом», «Измайлово против реновации», «Сохраним Богородское», «Марфино против». Активисты движения «Белый счётчик» насчитали на акции 22 тысячи человек. Помимо противников реновации, на митинге попыталась выступить со своими доводами представительница мэрии, но толпа освистала её, а организаторы — отключили микрофон. Планировавший выступить на митинге политик Дмитрий Гудков отказался от своей речи в знак солидарности с Алексеем Навальным, которого полиция вывела с акции по требованию одного из организаторов. В резолюцию митинга вошли требования об отклонении законопроекта № 120505-7, отмены голосования в «Активном гражданине», расширения полномочий собственников земли и широком обсуждении будущего генерального плана Москвы. После мероприятия Сергей Собянин пообещал учесть мнения москвичей и внимательно отнестись к прозвучавшим на митинге содержательным заявлениям.

### Конфликт вокруг жилого дома на улицах Большая Марьинская и Годовикова
По сообщению официального сайта Мэра Москвы спорные дома были включены в программу реновации по результатам голосования в центрах «Мои документы» и системе «Активный гражданин», только одна из пятиэтажек была снесена годом ранее, в рамках предыдущей программы сноса ветхого жилья в Останкинском районе, позже местная управа отмечала, что дом проектировался под некую «программу переселения», но, по факту, попадут в него участники программы реновации. Однако ни разнообразие программ, ни заступничество префектуры СВАО не спасли большинство жильцов от принудительного переселения в отдалённый район. По утверждению главы управы Останкинского района, судьба оставшихся домов должна быть решена немедля после утверждения закона о реновации, который и был принят в 2017 году. В том же году участвующие в программе реновации жители улицы Годовикова пикетами у здания Департамента городского имущества города Москвы и вывешиванием плакатов безуспешно сопротивлялись принудительному переселению на отдалённую Берёзовую аллею, вместо обещанного им жилья на соседней Большой Марьинской, в этом вопросе Мосгорсуд, а позже Останкинский суд, встал на сторону мэрии, которая первоначально апеллировала к закону Москвы № 21 «Об обеспечении прав граждан при переселении», данный закон позволяет предоставлять жильё, как в районе проживания, так и в соседних районах. В этой связи известно, что попытки движения «Московские переселенцы» законодательно гарантировать переселяемым из пятиэтажек горожанам равноценное жильё строго в районе их проживания вызвали резко негативную реакцию Мосгордумы, что позволило активистом ещё в начале 2013 года верно спрогнозировать использование властями закона Москвы № 21 «Об обеспечении прав граждан при переселении» для обоснования принудительного переселения в соседние районы.  В результате диалога с властью, на собрание жителей улицы Годовикова, вместо ожидаемых чиновников, прибыл отряд ОМОНа. В дальнейшем, Останкинский суд и Мосгорсуд, ссылаясь на более поздние постановления Правительства Москвы «Об утверждении Государственной программы  города Москвы «Жилище» на 2012-2018 годы» и «Об Адресной инвестиционной программе города Москвы на 2016-2019 годы», пришли к выводу, что исковые требования Департамента городского имущества Москвы подлежит удовлетворению, дома сносу, а граждане переселению, в итоге суды лишили ответчиков с Годовикова права собственности на старое жилое помещение и признавали их право собственности на, по мнению суда, равноценное жилое помещение по Берёзовой аллее, что, формально, соответствовало нормам Конституции России и законодательству Москвы: 

3. Никто не может быть лишен своего имущества иначе как по решению суда. Принудительное отчуждение имущества для государственных нужд может быть произведено только при условии предварительного и равноценного возмещения.— «Конституция Российской Федерации», статья 35.
Любопытно, что стороной истца использовались подзаконные акты, как регулирующие программу реновации жилья в Москве 2017 года, так и программу сноса пятиэтажек в Москве 1999, к примеру, Департаментом городского имущества города Москвы была использована Лужковская идея о том, что жильё в соседнем районе одного округа столицы является равноценным с чем категорически не были согласны жители улицы Годовикова. В 2017 году писатель Михаил Веллер обратил внимание на конфликтную ситуацию вокруг жилого дома на улицах Большая Марьинская и Годовикова в Москве, на, в этой связи, вопиющие нарушения прав человека в России, в частности, он, отметив фактическую неравноценность районов, сказал следующее:

Когда говорят насчет того же района, лгут совершенно нагло. Потому что в Алексеевском моем районе, где я живу, а рядом через дорогу, через Проспект мира – Останкинский, вот на Годовикова сказали: да-да, построим новый дом и вы туда поселитесь. Построили новый дом – нифига не поселились. Им сообщили, что они возле МКАДа переселятся. Они совершенно упирались, не хотели, но пока не очень.— Михаил Веллер, «Эхо Москвы» от  09 апреля 2017 года.
Жители соседних улиц и даже районов принимали активное участие в отстаивании прав несостоявшихся жильцов спорного дома, в свою очередь, префект округа Виноградов морально поддерживал протестующих: «Я за то, чтобы жители домов на Годовикова 10, корпуса 1 и 2, переехали в этот дом, и эту позицию не меняю», в октябре 2018 года он был уволен Собяниным. Позже окружные чиновники напомнили, что «префектура с первого дня выступает на стороне жителей».
В мае 2017 года «Новые известия» опубликовали большой материал, касающийся проблемного дома, в апреле того же года ОТР сняли материал про обманутых жителей Годовикова.
Интересным является тот факт, что рассмотрение судами споров, связанных с реновацией, в большинстве случаев оканчивались не в пользу граждан.

## Мнения государственных и общественных деятелей
В поддержку программы реновации выступил в июне 2017 года глава Отдела внешних церковных связей Московского патриархата митрополит Иларион, отметив, что власти предлагают жильцам расселяемых пятиэтажек выгодные условия и заботятся о безопасности людей.
Лидер КПРФ Геннадий Зюганов сообщил, что депутаты его партии концептуально поддержали идею реновации и что после внесённых поправок «весь законопроект о реновации был переделан в интересах москвичей». Более того, Зюганов выдвинул предложение распространить реновацию на всю Россию.
Идея сноса хрущёвских зданий подвергалась критике рядом депутатов и СМИ. В частности распространено мнение, что у государства нет денег и ресурсов на это или программа даже является пиаром предвыборной кампании.
Редактор «Рапси» отметил, что есть удачный опыт капитальной реконструкции пятиэтажных домов в Восточной Германии без выселения их жильцов, после чего квартиры в этих домах становились ещё комфортнее, чем в новостройках России. Подобные единичные опыты реконструкции есть и в Москве. Однако государство агитирует именно в пользу сноса пятиэтажек. Причиной этому может служить желание получить материальную выгоду от уплотнения жилых районов путём строительства многоэтажных домов и продажи в них квартир. Учитывая единичные случаи сносов районов хрущёвок частными девелоперами и строительство новых зданий, в среднем, уплотнение населения происходило в 3,3 раза. И уже тогда подобные программы во многом повлияли на образование пробок в Москве. Экологическая организация Greenpeace оценила, что районы, где будет проводиться реновация, потеряет до 25 % зелёных насаждений, среди которых есть особо экологически эффективные зоны, очищающие городской воздух.
Например по мнению Константина Янкаускаса, депутата муниципального района Зюзино, массовое уплотнение крайне нежелательно в уже и так перенаселённой Москве: оно создаст ещё большую нагрузку на социальную и транспортную инфраструктуры и приведёт, например, к аварийным отключениям электричества, колоссальным очередям в детские сады, школам и дополнительным часам времяпрепровождения в пробках. А ущерб почувствуют на себе даже жители из районов, не попадающих в программу реновации; ожидающийся рост предложения недорогого жилья рядом с метро может привезти к демпингу цен и заморозит интерес ко вторичному жилью. Под особый риск попадают владельцы ипотечных квартир в пятиэтажках, рискующие оказаться в юридическом вакууме.
Редактор «Рапси» считает, что гораздо лучшей альтернативой можно считать реставрацию здания с надстройкой верхних этажей, что, с одной стороны, принесёт более скромные доходы государству, с другой — будет нести меньшие затраты и нанесёт гораздо меньший урон городской экосистеме. Редактор отметил, что подобные опыты строительства уже были в Москве и оправдывали себя.
Помимо этого, например, были замечены странные критерии по сносу пятиэтажных домов, когда высший приоритет ставится домам, расположенным ближе к центру города. Многие из подобных домов построены в конце 1950-х из кирпича и считаются жильём более комфортным, нежели панельные дома 1960-х годов, чья изношенность иногда достигает 100 %, а сносить вторые (при реализации программы без задержек) собираются не раньше 2025—2040-х годов. Редакция «Фонтанки» отметила, что в городе есть «ранние брежневские здания», которые уже находятся в худшем состоянии, чем некоторые хрущёвки. Алексей Абанин из сайта RTVi опубликовал список самых неоднозначных зданий, попадающих под список «реновации», среди которых оказались дореволюционные здания, сталинки и немецкие коттеджи, часть из которых была недавно отреставрирована. Однако эти здания объединяет низкая плотность населения.
Другая серьёзная проблема заключается в выселении жителей пятиэтажок. Янкаускас заметил, что складывается ситуация, когда собственник жилья должен быть собственником, когда платит взносы и налоги, но когда речь идёт о заключении договора на переселение, перестаёт им быть. А нынешние законы не защищают его от принудительного выселения. Галина Хованская, депутат Госдумы от «Справедливой России», отметила непрозрачность законопроекта и опасается, что он оставит владельцев совершенно незащищёнными перед насильственным выселением и переселением в жильё меньшей комфортности. Таким образом, жители имеют большие шансы попасть в такую же «маленькую квартиру в панельном доме у МКАД», которая будет стоить в 2 раза дешевле, чем его старое жильё в хрущёвке. Аналогично Сергей Митрохин из «Яблока» указывал, что первая волна реновации приводила к принудительному переселению коренных москвичей в отдалённые районы, к примеру, москвичи из Останкино переселялись в Отрадное решением суда.
По мнению соавтора законопроекта Владимира Ресина окончательная редакция закона о реновации учитывает все критические замечания.